# Варенье
Варе́нье (укр. варення, бел. варэнне) — традиционный способ консервирования ягод и фруктов у русских, украинцев, белорусов, болгар, греков, народов Закавказья и Ближнего Востока.

## Описание
Для Западной Европы и США этот десерт не характерен. Его названия в западноевропейских языках заимствованы либо из русского языка (англ. varenye, нем. Warenje) либо из языков ближневосточного региона (англ. murabba).
Варенье получают путём варки фруктов или ягод (реже овощей, молодых грецких орехов, молодых сосновых шишек, лепестков роз) с сахаром (ранее, до широкого распространения сахара — с мёдом). В отличие от джемов, повидла, конфитюра и мармелада (в английском понимании, то есть цитрусового джема), варенье готовится таким образом, чтобы ингредиенты сохраняли свою форму; имеет неоднородную консистенцию и состоит из более или менее жидкого сиропа и отдельных кусочков фруктов, либо даже небольших фруктов (инжир, райские яблочки) и ягод целиком. Кроме широко распространённых вариантов, также существует варенье из кабачков, огурцов, тыквы, арбузных корок и так далее.
Варенье-пятиминутка — разновидность варенья с временем варки 5 минут. Его можно готовить из различных ягод: малины, вишни, абрикосов, земляники, черники, смородины, крыжовника. Варенье-пятиминутку также можно варить в три этапа, каждый по 5 минут.

## Сырое варенье
Так называемое «сырое», «перетёртое» или «перетёртое с сахаром» варенье, популярный на постсоветском пространстве десерт, готовится без термической обработки. Он представляет собой ягоды (малину, чернику, землянику и так далее) или очищенные плоды (например, фейхоа), измельчённые с помощью толкушки для пюре, либо мясорубки или блендера, либо истолчённые в ступе, и смешанные с сахаром, которого должно быть, как минимум, столько же.
Варенье используют как начинку для пирогов, добавляют в торты и пирожные, подают к сырникам, блинам, оладьям, творогу, с хлебом, а также как самостоятельный десерт, как правило, запивая горячими безалкогольными напитками (иногда варенье добавляют вместо сахара непосредственно в чай).

## Сухое варенье
Родиной сухого варенья считается Киев. Впервые упомянуто в 1386 году, когда его подарили на свадьбу литовского короля Ягайло и польской королевы Ядвиги. Поклонницей сухого варенья была императрица Екатерина II. Вплоть до революции 1917 года сухое варенье производилось в Киеве и экспортировалось в другие регионы империи. 
Для его приготовления ягоды или кусочки фруктов увариваются в сахарном сиропе (несколько раз с перерывами), а затем подсушиваются. Подсушенные обваливаются в сахарной пудре или в сахаре. 
В готовом виде сухое варенье напоминает цукаты. Храниться может в течение нескольких лет.
Елена Молоховец относила сухое варенье к смоквам — варианту пастилы.

## В культуре
При переводе с европейских языков на русский, джем и цитрусовый мармелад часто превращаются в варенье. Таким образом варенье попало в русские издания Льюиса Кэрролла («Алиса в стране чудес», апельсиновое варенье), Астрид Линдгрен (повести о Карлсоне), Джоан Роулинг (в книге «Гарри Поттер и Принц-полукровка», малиновое варенье).
Аналогичным образом, варенье из русских книг в английской версии нередко превращается в джем, как например в классическом английском переводе «Анны Карениной» Констанс Гарнетт.
Мальчиш-Плохиш из сказки Аркадия Гайдара «Сказка о Военной тайне, о Мальчише-Кибальчише и его твёрдом слове» (1933) совершает предательство за «целую бочку варенья да целую корзину печенья». Мультипликационный Карлсон из советского мультфильма просто не мог спокойно жить без варенья. Соавтором статьи «Варенье» в Энциклопедии Брокгауза и Эфрона был учёный-химик Дмитрий Иванович Менделеев, подписавшийся вместо имени греческой буквой «дельта».